# Portulaca bicolor
Portulaca bicolor är en portlakväxtart som beskrevs av Ferdinand von Mueller. Portulaca bicolor ingår i släktet portlaker, och familjen portlakväxter. Inga underarter finns listade i Catalogue of Life.